# Narrogin
Narrogin es una gran ciudad de la región de Wheatbelt, en el estado de Australia Occidental, a 192 kilómetros al sureste de Perth. En la época de las máquinas de vapor, Narrogin fue en su época uno de los mayores centros de explotación ferroviaria del sur de Australia Occidental.

## Historia
Narrogin es un nombre aborigen, que se registró por primera vez como "Narroging" para una charca en esta zona en 1869. El significado del nombre es incierto, ya que varias fuentes lo registran como "campamento de murciélagos", "abundancia de todo" o derivado de "gnargagin", que significa "lugar de agua".
Los primeros europeos que llegaron a la zona de Narrogin fueron Alfred Hillman y su grupo, que inspeccionaron el camino entre Perth y Albany en 1835. Pasaron a 10 kilómetros al oeste del actual emplazamiento de Narrogin. Con el tiempo, fueron seguidos por algún que otro pastor que llevaba sus ovejas a la zona en busca de buenos pastos.
La zona se pobló en las décadas de 1860 y 1870, cuando los pastores se trasladaron y se asentaron en puestos aislados. La población estaba tan dispersa que no había ningún incentivo para establecer una ciudad.
Narrogin fue declarada oficialmente ciudad en junio de 1897 y se le concedió la categoría de municipio el 13 de abril de 1906.
El anterior papel de Narrogin como importante nudo ferroviario ha servido para atraer a las industrias de servicios agrícolas, así como a los departamentos y organismos gubernamentales. La ciudad ha acumulado importantes infraestructuras públicas, principalmente en los ámbitos de la sanidad y la educación. Estas infraestructuras son la base del moderno centro regional en el que se ha convertido Narrogin.

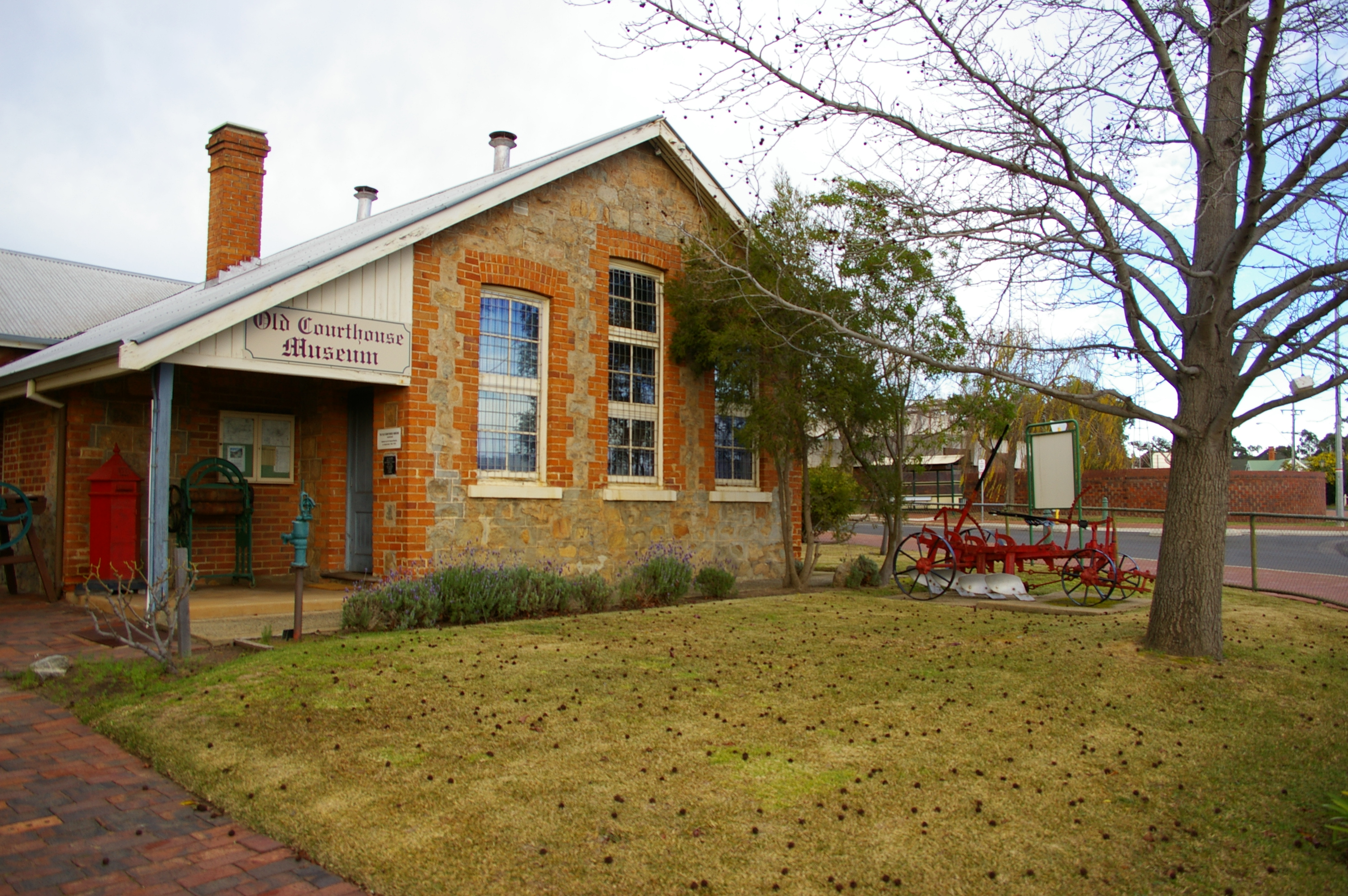
Museo del Antiguo Palacio de Justicia.

El Museo del Antiguo Palacio de Justicia es una de las principales atracciones para los turistas. El edificio fue diseñado por el arquitecto George Temple-Poole y construido en 1894. El edificio sirvió como escuela gubernamental hasta 1905, cuando se convirtió en el juzgado local. Entre 1924 y 1945 se instaló en el edificio una sucursal local del Banco Agrícola, pero en 1970 se convirtió de nuevo en el juzgado local. Desde 1976, el edificio se utiliza como museo, donde se exponen recuerdos de la región.
En los alrededores se produce trigo y otros cultivos de cereales. La ciudad es un lugar de recepción de la Cooperative Bulk Handling, una cooperativa de productores de granos que maneja, comercializa y procesa granos del cinturón de trigo de Australia Occidental.

## Clima
Narrogin tiene un clima mediterráneo caracterizado por veranos cálidos y secos e inviernos frescos y húmedos.

La temperatura más alta registrada en Narrogin fue de 44,7 °C el 3 de febrero de 2007; la temperatura más baja registrada fue de -3,1 °C el 6 de septiembre de 1956. La mayor precipitación diaria de Narrogin se produjo el 29 de enero de 1990, cuando se registraron 150,0 milímetros de lluvia.
| Parámetros climáticos promedio de Narrogin (climate data: 1891–2012) | Parámetros climáticos promedio de Narrogin (climate data: 1891–2012) | Parámetros climáticos promedio de Narrogin (climate data: 1891–2012) | Parámetros climáticos promedio de Narrogin (climate data: 1891–2012) | Parámetros climáticos promedio de Narrogin (climate data: 1891–2012) | Parámetros climáticos promedio de Narrogin (climate data: 1891–2012) | Parámetros climáticos promedio de Narrogin (climate data: 1891–2012) | Parámetros climáticos promedio de Narrogin (climate data: 1891–2012) | Parámetros climáticos promedio de Narrogin (climate data: 1891–2012) | Parámetros climáticos promedio de Narrogin (climate data: 1891–2012) | Parámetros climáticos promedio de Narrogin (climate data: 1891–2012) | Parámetros climáticos promedio de Narrogin (climate data: 1891–2012) | Parámetros climáticos promedio de Narrogin (climate data: 1891–2012) | Parámetros climáticos promedio de Narrogin (climate data: 1891–2012) |
| Mes                                                                  | Ene.                                                                 | Feb.                                                                 | Mar.                                                                 | Abr.                                                                 | May.                                                                 | Jun.                                                                 | Jul.                                                                 | Ago.                                                                 | Sep.                                                                 | Oct.                                                                 | Nov.                                                                 | Dic.                                                                 | Anual                                                                |
| -------------------------------------------------------------------- | -------------------------------------------------------------------- | -------------------------------------------------------------------- | -------------------------------------------------------------------- | -------------------------------------------------------------------- | -------------------------------------------------------------------- | -------------------------------------------------------------------- | -------------------------------------------------------------------- | -------------------------------------------------------------------- | -------------------------------------------------------------------- | -------------------------------------------------------------------- | -------------------------------------------------------------------- | -------------------------------------------------------------------- | -------------------------------------------------------------------- |
| Temp. máx. abs. (°C)                                                 | 43.7                                                                 | 44.7                                                                 | 40.9                                                                 | 36.1                                                                 | 32.2                                                                 | 26.2                                                                 | 22.2                                                                 | 26.3                                                                 | 36.4                                                                 | 37.8                                                                 | 42.1                                                                 | 43.2                                                                 | 44.7                                                                 |
| Temp. máx. media (°C)                                                | 31.0                                                                 | 30.2                                                                 | 27.3                                                                 | 23.0                                                                 | 18.5                                                                 | 15.4                                                                 | 14.6                                                                 | 15.3                                                                 | 17.7                                                                 | 21.0                                                                 | 25.5                                                                 | 28.9                                                                 | 22.4                                                                 |
| Temp. mín. media (°C)                                                | 14.1                                                                 | 14.3                                                                 | 13.0                                                                 | 10.4                                                                 | 7.9                                                                  | 6.4                                                                  | 5.3                                                                  | 5.1                                                                  | 6.0                                                                  | 7.4                                                                  | 10.1                                                                 | 12.3                                                                 | 9.4                                                                  |
| Temp. mín. abs. (°C)                                                 | 4.3                                                                  | 3.9                                                                  | 3.3                                                                  | -0.4                                                                 | −2.4                                                                 | −2.7                                                                 | −2.7                                                                 | −2.7                                                                 | −3.1                                                                 | -1.7                                                                 | 0.0                                                                  | 1.8                                                                  | −3.1                                                                 |
| Lluvias (mm)                                                         | 12.8                                                                 | 15.9                                                                 | 20.6                                                                 | 29.8                                                                 | 62.9                                                                 | 87.1                                                                 | 87.7                                                                 | 67.8                                                                 | 46.1                                                                 | 31.4                                                                 | 18.2                                                                 | 14.1                                                                 | 494.1                                                                |
| Días de lluvias (≥ 1 mm)                                             | 2.3                                                                  | 2.9                                                                  | 3.7                                                                  | 6.3                                                                  | 11.0                                                                 | 14.6                                                                 | 15.6                                                                 | 14.2                                                                 | 11.3                                                                 | 8.5                                                                  | 5.2                                                                  | 3.0                                                                  | 98.6                                                                 |
| Fuente: Bureau of Meteorology                                        |                                                                      |                                                                      |                                                                      |                                                                      |                                                                      |                                                                      |                                                                      |                                                                      |                                                                      |                                                                      |                                                                      |                                                                      |                                                                      |

## Actividad militar
Durante la Segunda Guerra Mundial, Narrogin fue la ubicación del Depósito de Combustible para Aviones de la RAAF nº 25, construido en 1942 y cerrado el 14 de junio de 1944. Estaba situado en Granite Road. Normalmente consistentes en 4 tanques, se construyeron 31 depósitos de combustible en toda Australia para el almacenamiento y suministro de combustible de aviación para la RAAF y las Fuerzas Aéreas del Ejército de los Estados Unidos, con un coste total de 900 000 libras (1 800 000 dólares).